# Daan Hoeksema
Daniël 'Daan' Hoeksema (Oldekerk, 11 april 1879 – Amsterdam, 4 januari 1935) was een Nederlands illustrator, striptekenaar, reclametekenaar en boekbandontwerper.
Hij wordt beschouwd als een van de eerste Nederlandse striptekenaars.

## Leven

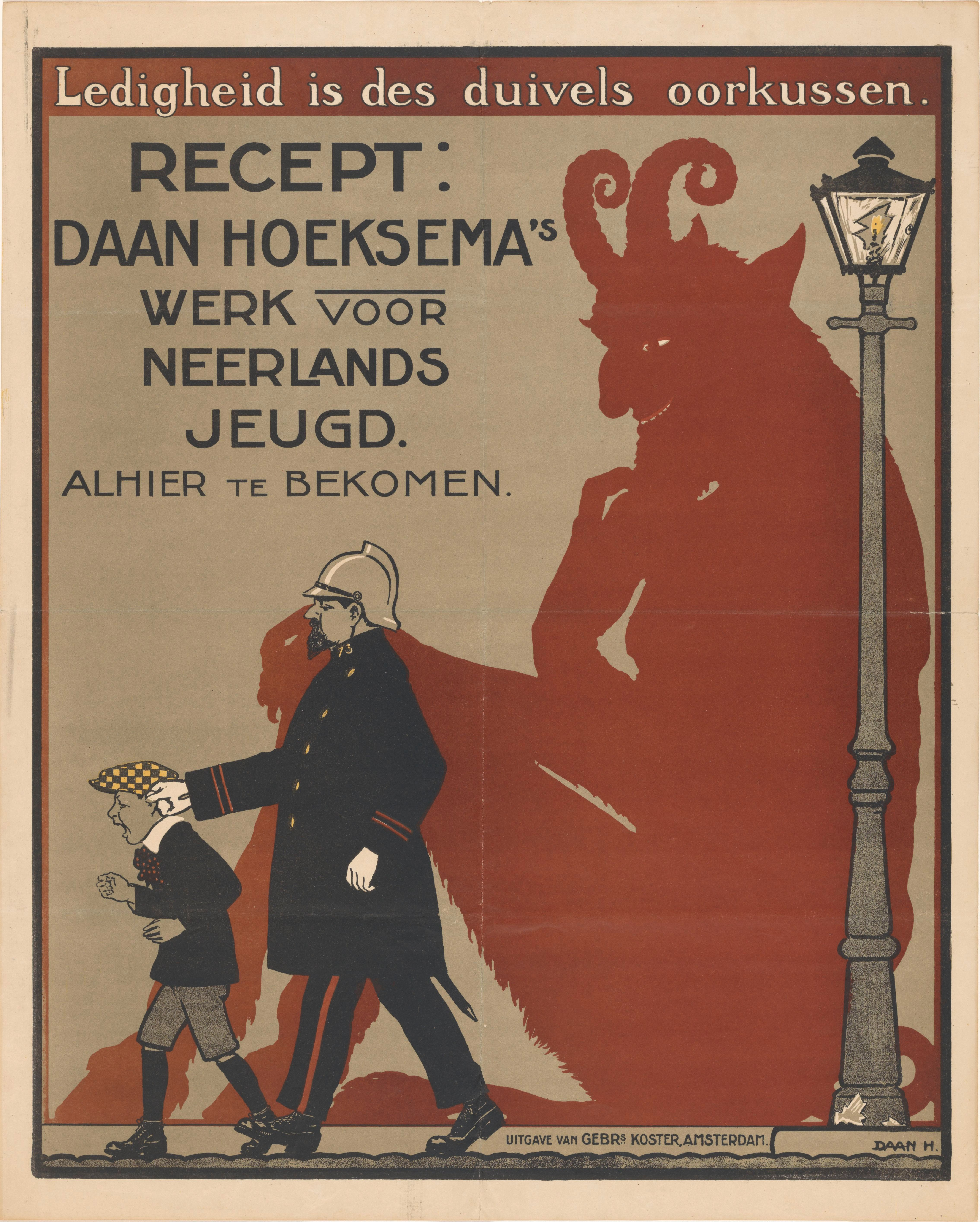
Affiche voor kinderboeken van Daan Hoeksema

Hoeksema groeide op in het Drentse Roden, waar zijn vader vanaf 1882 een bakkerij aan de Heerestraat had. Om het bakkersvak te leren werd Hoeksema naar Groningen gestuurd waar hij overdag werd opgeleid bij bakkerij Benes. Na enige tijd ging hij 's avonds tekenlessen volgen aan de school Academie Minerva, waarna hij er twee jaar dagonderwijs volgde. In 1901 verhuisde hij naar Amsterdam om tot 1903 te studeren aan de Kunstnijverheidsschool Quellinus Amsterdam. Daarna volgde hij er nog een jaar avondschool aan de Academie voor Beeldende Vorming. Hierop vestigde hij zich definitief in Amsterdam. Vervolgens werd hij illustrator, boekbandontwerper en reclametekenaar. Zo tekende hij voor advertenties en affiches.
In 1909 verscheen het boek De neef van Prikkebeen geschreven door een zekere Oom Abraham gebaseerd op het stripverhaal Mijnheer Prikkebeen. Het werd geïllustreerd door Hoeksema en wordt gerekend tot een van zijn bekendste werken. Er verschenen later meer boeken die hij vaak naast het illustreren ook zelf schreef. Een deel van deze boeken werd later beschouwd als een voorloper op de strip.
In een door de Pelikan Fabriek uitgeschreven reclameprijsvraag ontving hij van de 3000 inzenders de 2e prijs terwijl de 1e niet werd toegekend. Hij tekende hierbij een pelikaan, druipend van de inkt.
Verder was Hoeksema in de jaren twintig een van de voornaamste tekenaars van het tijdschrift Jong Nederland. Ook tekende hij voor het tijdschrift De Ware Jacob. In de jaren 30 tekende hij voor de Vlaamse versie van Jong Nederland, het tijdschrift Na de School, de strip Fred en Minet. Verder tekende hij nog reclamestrips voor de bedrijven De Gruyter en De Betuwe.
Na zijn overlijden werd hij op 8 januari 1935 begraven op de Oosterbegraafplaats in Amsterdam, waar het graf inmiddels geruimd is. De reclamestrip Flip met zijn vriendje Kangoe groeide na zijn dood uit tot de stripreeks Flipje.

## Werk (selectie)
- De neef van Prikkebeen (1909)
- Mee in den zak (1915)
- De Vroolijke Avonturen van Twee Kwaje Apen Jimmie en Pimmie (jaren 1920) in Jong Nederland
- Flip en Flap (jaren 1920)
- Dissy en Gemsy (1932)
- Reclametekeningen voor diverse fietsfabrieken zoals Germaan, Union, Simplex etc
- Een leprolello voor de Union Rijwielfabriek > Het fietstochtje van Ubbo, Nico, Izaak Otto en Nelly.
- 31 stuks Reklamestempels voor de firma Fa. B. J. van den Berg, Den Hulst a/d Dedemsvaart die zich had afgesplitst van de Rijwielafdeling en handelde in Bouwmaterialen; zie: https://www.beeldbanknieuwleusen.nl/cgi-bin/beeldbank.pl?ident=16403&search=daan%20hoeksema&sort=02&veld=all&inword=1&bool=and&display=gallery&istart=1

## Galerij

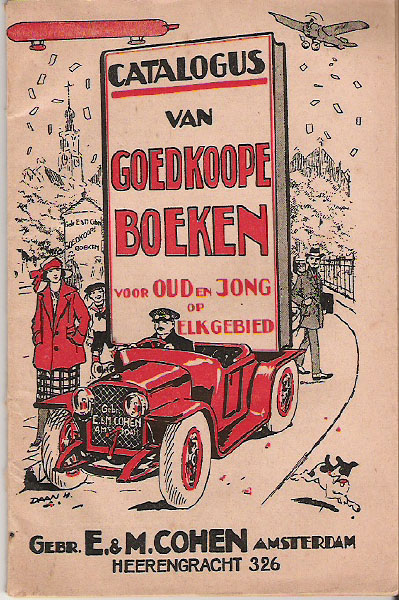
Boekbandontwerp van Hoeksema
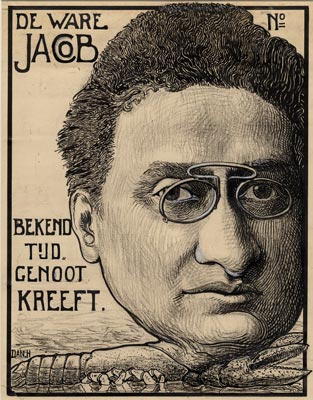
Karikatuur in De Ware Jacob
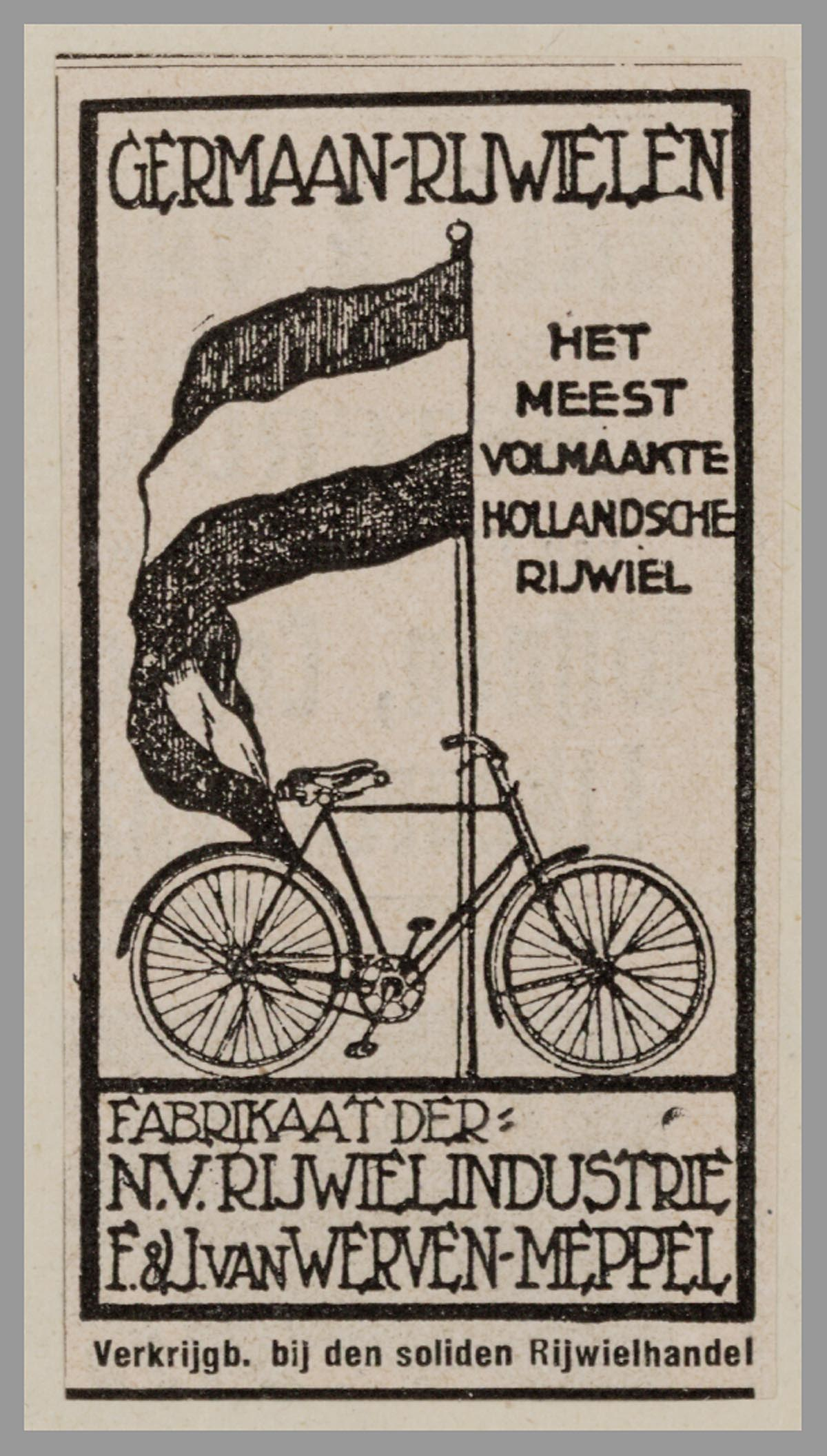
Reclame voor Germaan Rijwielfabriek
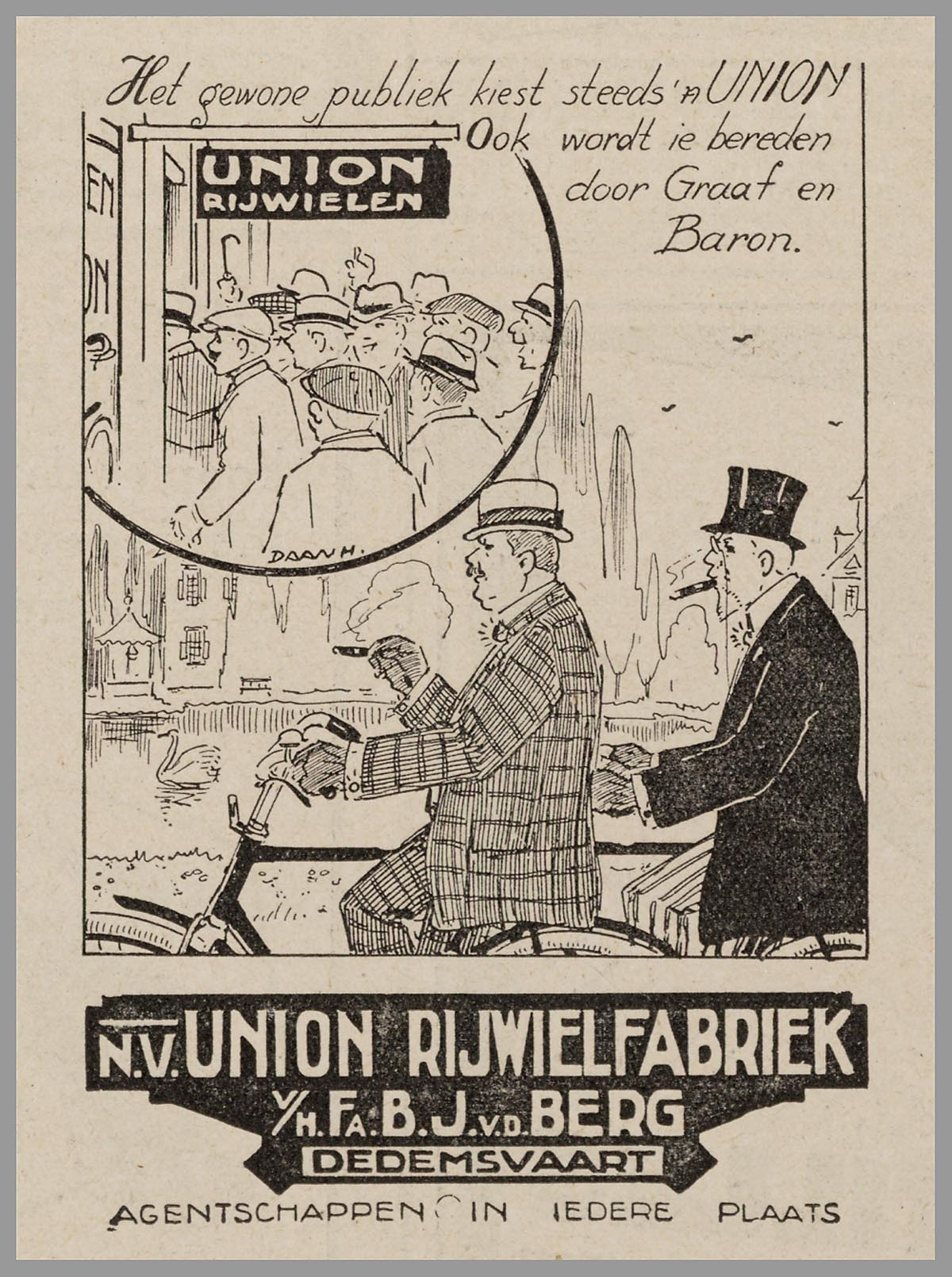
Reclame voor Union Rijwielfabriek
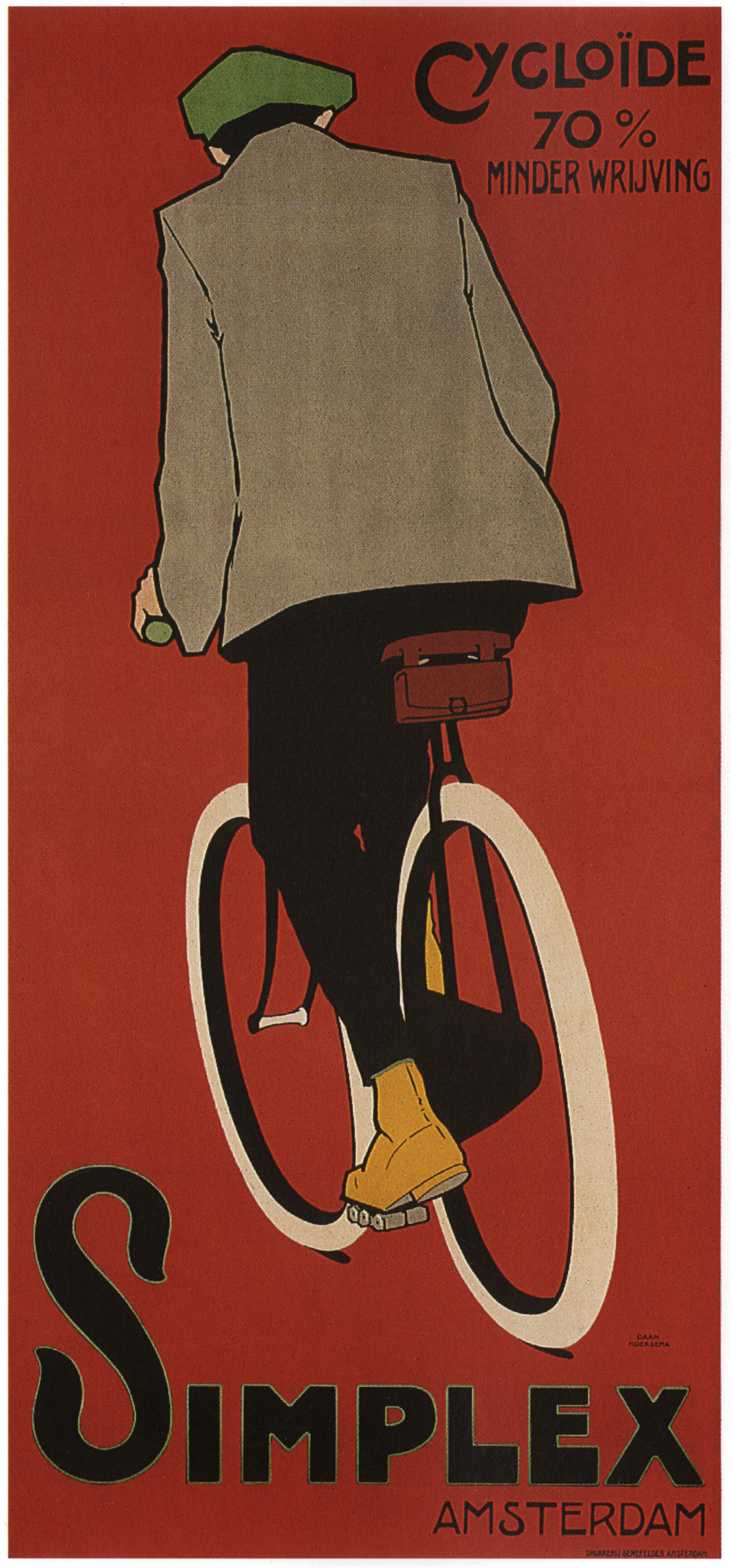
Reclame voor Simplex Rijwielfabriek
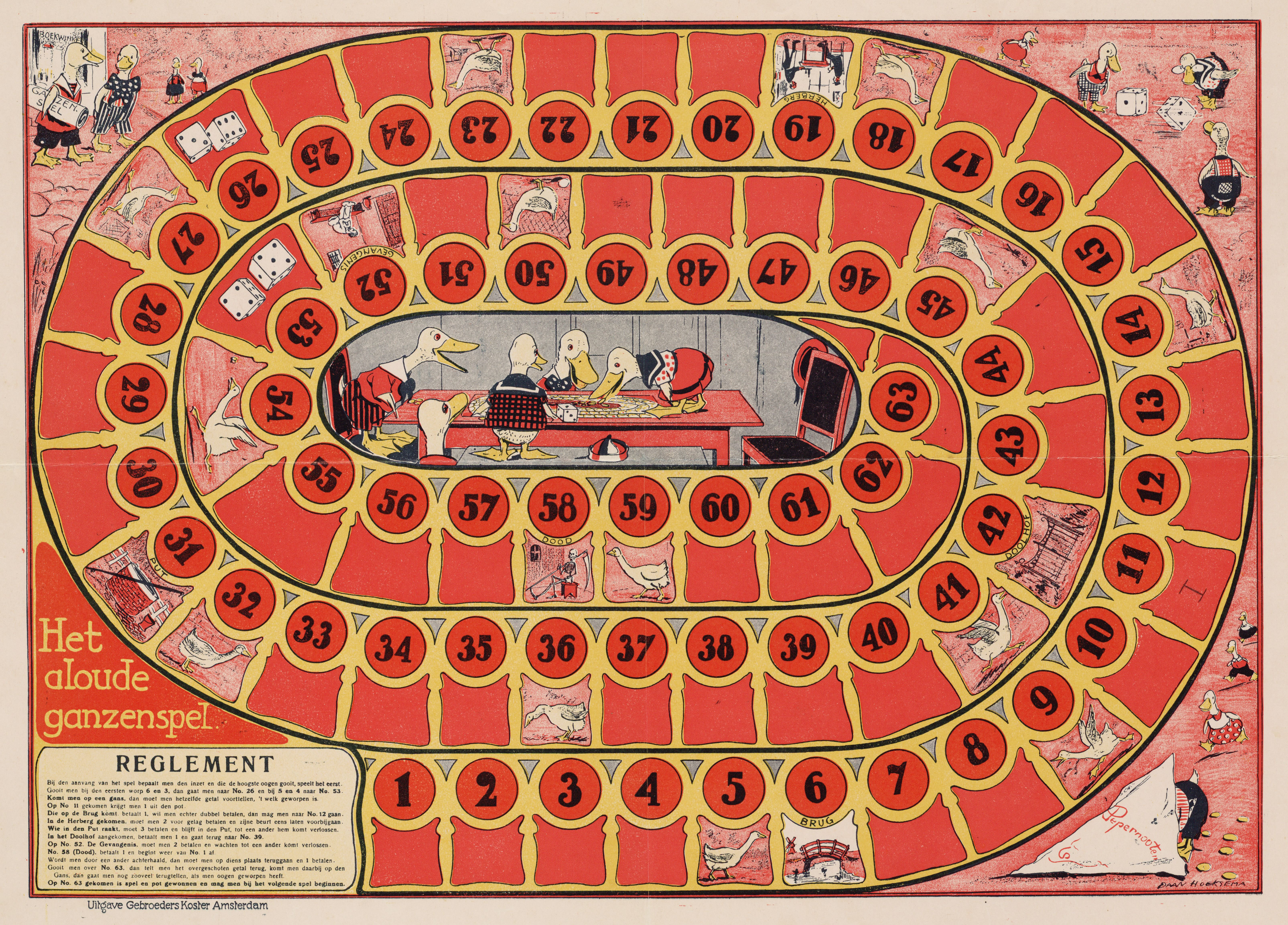
Ganzenbordspel
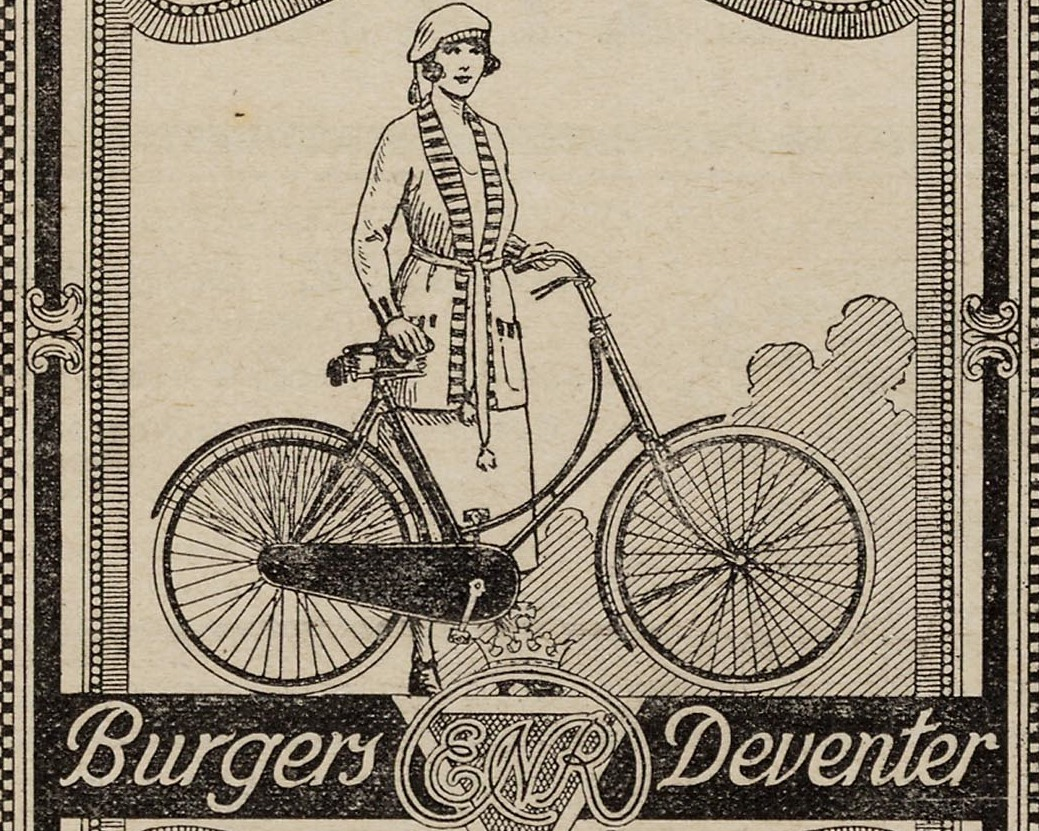
Reclame voor Burgers Rijwielfabriek

## Trivia
- In de stripheldenbuurt in Almere is de Daan Hoeksemastraat naar hem vernoemd. Verder is er in Roden een Daan Hoeksemastraat, waar het zorgcentrum De Hullen de Daan Hoeksemaflat beheert.